# جون جاكوب آستور الرابع
جون جاكوب آستور الرابع (بالإنجليزية: John Jacob Astor IV)‏ هو رجل أعمال ثري ومخترع وكاتب وعسكري أمريكي. ورث آستور عن عائلته ثروة مالية طائلة، وهو أيضا مالك نزل والدورف أستوريا في نيويورك، الولايات المتحدة الأمريكية.
خلال مسيرته كمخترع ساهم في اختراع التوربينة وخلال مسيرته العسكرية أيّد الجيش الأمريكي خلال الحرب الأمريكية - الإسبانية، كما أنه تكفل شخصيا بتموين وحدة مدفعية وأنفق عليها من مالهِ الخاص مبلغ تجاوز المائة ألف دولار وحملت هذه الوحدة إسمه أيضا، ولقد جعل آستور يخته الخاص ملكاً للجيش الأمريكي (أي أعطى الجيش الأمريكي حرية التصرف في يخته الخاص).
وشارك أيضا في الحملة البرية بمنطقة سان جوان قرب كوبا ضد الإسبان، ولقد أصيب جراء سقوط قذيفة بالقرب منهُ وجراء مساهمته في الحرب نال آستور رتبة كولونيل في الجيش الأمريكي.
سنة 1909 تسبب طلاق آستور من زوجته وزواجه بإمرأة أخرى لاحقا عمرها 17 سنة وتحمل اسم مادلين فضيحة كبرى في عدد من الأوساط الأمريكية لهذا حاول آستور سنة 1911 السفر أكثر من مرة بين بريطانيا ومصر وعدد من المناطق الأوروبية من أجل الهروب من هذه الفضيحة.
سنة 1912 أصبحت مادلين حاملا فقرر آستور العودة للولايات المتحدة الأمريكية رفقة مادلين وإستقل آستور وزوجته سفينة التيتانيك من أجل العودة للولايات المتحدة.
في الليلة الفاصلة بين ال 14 و ال 15 من شهر أبريل من سنة 1912 إصطدمت سفينة التيتانيك بجبل جليدي مما تسبب في غرقها ومقتل 1517 راكب وكان من بينهم جون جاكوب آستور الرابع، فيما نجت زوجتهُ مادلين.

## روابط خارجية
- جون جاكوب آستور الرابع على موقع IMDb (الإنجليزية)
- جون جاكوب آستور الرابع على موقع إن إن دي بي (الإنجليزية)